# Thérapie génique pour le daltonisme
La thérapie génique pour guérir le daltonisme est une thérapie génique expérimentale qui vise à convertir des individus daltoniens congénitaux en trichromates en introduisant le gène photopigmentaire qui leur manque. Même si le daltonisme partiel n'est considéré que comme un handicap léger, il s'agit d'une affection qui touche de nombreuses personnes, en particulier les hommes. Le daltonisme complet, ou achromatopsie, est très rare mais plus grave. Bien qu'il n'ait jamais été démontré chez l'homme, des études animales ont montré qu'il est possible de conférer une vision des couleurs en injectant un gène du photopigment manquant grâce à la thérapie génique.
En 2018, aucune entité médicale n'offrait ce traitement et aucun essai clinique n'était disponible pour les volontaires.

## Daltonisme
La rétine humaine contient des cellules photoréceptrices appelées cônes qui permettent la vision des couleurs. Un individu trichromate normal possède trois types de cônes différents pour distinguer différentes couleurs dans le spectre visible à partir de 380 nm à 740 nm. Les trois types de cônes sont appelés cônes L, M et S, et chaque type est sensible à une certaine gamme de longueurs d'onde de lumière en fonction du photopigment qu'il contient. Plus précisément, le cône L absorbe environ 560 nm, le cône M absorbe près de 530 nm, et le cône S absorbe près de 420 nm. Contrairement à la croyance populaire, la fréquence d'absorption maximale des cônes L, M et S ne correspond pas exactement à la longueur d'onde rouge, verte et bleue. Au contraire, la fréquence maximale du cône L est orange, vert jaunâtre dans les cônes M et bleu-violet dans les cônes S. Ces cônes transduisent la lumière absorbée en informations électriques à relayer vers les neurones de la rétine tels que les cellules bipolaires rétiniennes et les cellules ganglionnaires rétiniennes, avant d'atteindre le cerveau .
Les signaux provenant de différents cônes sont ajoutés ou soustraits les uns des autres pour traiter la couleur de la lumière entrante. Par exemple, la couleur rouge stimule davantage les cônes L que les cônes M, tandis que la couleur verte stimule davantage les cônes L et M que les cônes S.  Les couleurs sont perçues dans un processus opposé, de sorte que le rouge et le vert sont perçus en opposition, tout comme le bleu et le jaune, le noir et le blanc.